# 阿拉萨伊
阿拉萨伊是巴西米纳斯吉拉斯州的一个市镇。总面积185.764平方公里，总人口2384人，人口密度12.8人/平方公里。